# 佐伯佳代乃
佐伯佳代乃（日语：佐伯かよの，1952年3月30日—2021年8月29日），日本漫畫家，山口縣出身，畢業於山口縣立萩高等學校。

## 經歷
1972年獲Ribon漫畫賞佳作。同年在《Ribon春的増刊號》以《世界一幸福な男の話》出道，此後長期於漫畫界耕耘，著作等身。
1973年與漫畫家新谷薰結婚。
1994年以《緋紅稜線》榮獲第23回日本漫畫家協會賞優秀賞。
2021年8月29日因肺癌逝世，享壽69歲。同年9月20日，丈夫新谷在個人網站上公布訃告。